# Pablo Hernández Domínguez
Pablo Hernández Domínguez (Castellón, 11. travnja 1985.) španjolskije nogometaš koji trenutno igra za Castellón. Igra na poziciji napadačkog veznog, krila. 

## Vanjske poveznice
- Statistika na Liga de Fútbol Profesional  Arhivirana inačica izvorne stranice od 15. rujna 2008. (Wayback Machine) (šp.)